# 4 Intimate Nights with Beyoncé
4 Intimate Nights with Beyoncé – rewia amerykańskiej wokalistki Beyoncé Knowles, która odbywała się 14, 16, 18 i 19 sierpnia 2011 roku, jako część kampanii promującej jej czwarty album studyjny, 4. Beyoncé dała w sumie cztery koncerty w nowojorskiej Roseland Ballroom, wykonując podczas każdego z nich cały materiał z 4, a także pojedyncze utwory z jej wcześniejszych wydawnictw, łącznie z medleyem piosenek Destiny’s Child. Na scenie wokalistce towarzyszyły cztery tancerki oraz 20–osobowy, żeński zespół muzyczny, złożony między innymi z sekcji dętej.
Bilety na pierwszy koncert zostały wyprzedane w ciągu 22 sekund, zaś wejściówki na kolejne trzy występy rozeszły się w czasie kolejnej minuty. Rewia została bardzo pozytywnie oceniona przez krytyków muzycznych, którzy docenili energię oraz otwartość i szczerość, jaką podczas koncertów prezentowała wokalistka.

## Tło
5 sierpnia 2011 roku na oficjalnej stronie internetowej Knowles pojawiła się informacja, że wokalistka da serię czterech koncertów w Nowym Jorku, w trzecim tygodniu sierpnia. 10 sierpnia Ticketmaster wprowadził do sprzedaży bilety na wydarzenie. Wejściówki na pierwszy koncert, 14 sierpnia, rozeszły się w ciągu 22 sekund. Po upływie kolejnej minuty, wytwórnia Columbia Records ogłosiła, że bilety na wszystkie cztery występy zostały w pełni wyprzedane.
W wywiadzie dla stacji radiowej Power 99FM, mąż Knowles, raper Jay-Z opowiedział o zbliżającej się rewii i porównał Beyoncé do Michaela Jacksona: „Wiem, że porównywanie tej dwójki brzmi jak bluźnierstwo, bo przecież Michael był takim wizjonerem, ale według mnie ona podąża tuż za nim. Kiedy widzę, ile ciężkiej pracy i zaangażowania wkłada w przygotowanie koncertów, chce mi się pracować jeszcze ciężej. Ona jest jak maszyna.”
19 sierpnia opublikowano pierwszą część materiałów zza kulis 4 Intimate Nights with Beyoncé. Zawierały one między innymi wypowiedź Bibi, głównej gitarzystki Knowles, która powiedziała: „[Beyoncé] słucha teraz swojego wewnętrznego głosu i robi to, czego naprawdę chce. Podjęła pewne ryzyko. Myślę jednak, że dzięki temu jest bardziej autentyczna i postępuje tak, jak chce, zamiast robić to, czego oczekują od niej inni. I to jest świetne.” Kim, reżyser muzyczny koncertów, opisał ideę intymnej rewii, przyznając: „Ten projekt jest najbardziej dojrzałym przedsięwzięciem w karierze Beyoncé, ponieważ zdolność stworzenia tak intymnej atmosfery w miejscu pokroju Roseland, historycznym obiekcie, jest niesamowitym wydarzeniem. Myślę, że największym wyzwaniem jest to, aby przedstawić ten album jako jej własny pomysł i według niego, jak jej własny kawałek i świetny sposób, by pokazać ludziom, co dla niej oznacza ta płyta. To wszystko jest dla niej, dla jej fanów, dla każdego.”

## Koncerty

### Scena i moda
Podczas występów Knowles miała na sobie złotą minisukienkę z lamowej tkaniny projektu jej matki, Tiny, a także buty od Stuarta Weitzmana. Wokalistka pozostawała w tym stroju od początku do końca każdego koncertu, nie zmieniając stylizacji do żadnego z utworów. Na scenie Beyoncé towarzyszyły cztery tancerki, ubrane w błyszczące, czarne trykoty. Marcus Barnes z Daily Mail opisał modowe wybory Knowles jako „fantastyczne”. Z kolei Georgette Cline z AOL stwierdził, że metaliczna sukienka według szkiców Tiny Knowles, „podkreślała wszystkie krągłości Beyoncé i żądała wyłącznej uwagi skupionej na Knowles, kiedy ta była na scenie”.
W materiale zza kulis, projektant oświetlenia Nick wytłumaczył, że „wielkim momentom” albumu towarzyszyć będzie równie wielkie oświetlenie, wydobywające się zza pleców Beyoncé. Miało to stanowić przeciwieństwo wykonań takich utworów, jak „1+1”, kiedy to wokalistkę oświetlał zaledwie jeden strumień światła, skupiony wyłącznie na niej i na fortepianie.
Oprócz tancerzy, na scenie znajdowała się również 20-osobowa, żeńska grupa muzyczna i orkiestra, z którą wokalistka koncertowała po raz pierwszy w swojej karierze. W jej skład wchodziły między innymi sekcje dęta i smyczkowa, pianino oraz dwa saksofony. Jon Caramanica z dziennika The New York Times zauważył, że żeński zespół muzyczny towarzyszący Knowles odgrywa ważną rolę w jej występach, zaś sama Beyoncé jednocześnie należy do tej „armii”, jak i stoi na jej czele. Koncerty zyskały miano intymnych również ze względu na fakt, iż Knowles występuje zazwyczaj w wielkich arenach, mieszczących co najmniej 20 tysięcy osób, natomiast Roseland ma maksymalną pojemność 3.200 miejsc.

### Przebieg koncertu
Każdy występ rewii rozpoczynał się wraz z wejściem na scenę Knowles, która mówiła: „To będzie coś nieco innego. Coś bardziej intymnego.” Następnie przytaczała wiele wydarzeń ze swojej muzycznej historii, opowiadając o przesłuchaniach dla młodych talentów, na które zaczęła uczęszczać w wieku 9 lat, zaangażowaniu ojca w działalność Destiny’s Child, a także zerwaniu kontraktu z wytwórnią Elektra. Wyznania te kończyła słowami: „chcę świetnie spędzić z wami czas” i rozpoczynała koncert własną wersją utworu „I Wanna Be Where You Are” Michaela Jacksona. Po tym, Beyoncé śpiewała medley piosenek Destiny’s Child, zatrzymując się przy każdej z nich, by opowiedzieć o swoim życiu i stanie umysłu podczas wszystkich stadiów kariery. W trakcie wykonywania „Independent Women” przywołała sytuację, kiedy Matthew Knowles, bez jej zgody, wydał ten utwór na ścieżce dźwiękowej filmu Aniołki Charliego. Przy okazji kolejnego utworu, „Bootylicious”, wytłumaczyła jego genezę, mówiąc, że chciała stworzyć piosenkę, która „celebruje kobiece krągłości”, inspirując się gitarowym riffem Stevie Nicks w „Edge of Seventeen”. Wykonanie następnej piosenki, „Survivor”, poprzedziła wstępem: „Dużym sukcesom zawsze towarzyszy dużo negatywnych emocji... [One] zachowały się bardzo nie w porządku, ale to stanowiło dla mnie inspirację.”
Po zaśpiewaniu „’03 Bonnie & Clyde”, finałowego utworu z medleya, Knowles opowiedziała o tym, jak powstawał jej pierwszy album, dodając: „[Wytwórnia] powiedziała mi, że nie mam ani jednego hitu na tym albumie. Myślę, że w pewnym sensie mieli rację. Miałam pięć!” Następnie kontynuowała występ z wolniejszą, bardziej jazzową wersją „Crazy in Love”. Kolejnym utworem był „Irreplaceable”, zaśpiewany z silnym wsparciem publiczności. Po słowach „4 kwietnia 2008 roku, ktoś włożył mi na palec pierścionek...”, cała zgromadzona publiczność, zarówno mężczyźni, jak i kobiety, zaczęli poruszać rękoma w rytm „Single Ladies (Put a Ring on It)”.
Beyoncé zaprezentowała po tym cały materiał z 4, rozpoczynając od „1+1”, którą śpiewała siedząc na pokrywie fortepianu, z czerwonym oświetleniem i sztucznie zadymioną sceną. Następnie wykonała energiczne „I Care” oraz balladę „I Miss You” – siedząc na krzesełku na środku sceny, a wstając jedynie pod koniec utworu, wzbogacony o dodatkowy wokal i wariację instrumentalną. Kolejną piosenkę była „Best Thing I Never Had”, której melodia została nieznacznie zmieniona. Śpiewanemu później „Party” towarzyszyła publiczność, falując w górze rękoma i przeciągając „y” do każdego wersu. W „Rather Die Young” Knowles zharmonizowała swój wokal z chórkiem, by później wykonać szybszą niż albumowa wersję „Love on Top” z pełną choreografią. Podczas „Countdown” wokalistka rozpoczęła odliczanie, pozwalając, by publiczność dokończyła je od liczby 9 do 1. Następne w kolejności były utwory „End of Time” oraz „Run the World (Girls)”, podczas których wokalistka tańczyła na mniejszej części sceny. Koncerty kończyły się balladą „I Was Here” i słowami, nawiązującymi bezpośrednio do piosenki: „Roseland, we were here.”

## Reakcje krytyków
Jason Newman z Rap-Up ocenił rewię pozytywnie, pisząc: „Dla wokalistki, która przywykła do stadionów, niedzielny koncert był najintymniejszym występem, jakiego większość fanów może doświadczyć od wszechobecnej megagwiazdy.” Newman pochwalił zdolność Beyoncé do „jednoczesnego prezentowania wigoru i wytrwałości, co jest doskonałą cechą dla wielkich koncertów”. Swoją recenzję zakończył słowami: „Jej medley stanowił połączenie szybkich dźwięków rodem z rewii z Las Vegas, z emocjonalną szczerością wokalistki śpiewającej niemalże w pustym pomieszczeniu. To było dziwne, ale skuteczne przeciwstawienie; globalna megagwiazda, która bez wysiłku poruszała się pomiędzy bombastycznym, pompatycznym R&B a nieco niezręcznymi, szczerymi wyznaniami o burzliwej karierze. Jednak pod koniec występu nastąpiło to, czego wszyscy oczekiwaliśmy od kogoś, kto zdobył 16 nagród Grammy i sprzedał ponad 75 milionów wydawnictw na świecie – pokora przerodziła się w chytrą pewność siebie.” Jon Caramanica z The New York Times również pozytywnie zrecenzował rewię, wyróżniając szczególnie wykonania teoretycznie „słabszych utworów”, takich jak „Party” oraz „Love on Top”. Ponadto, Caramanica napisał w swojej ocenie:

„Jasne jest, że podczas jej występów zawsze mamy do czynienia z doskonale dostrojonym silnikiem, jednak tym razem działał on w zaskakująco swobodny, luźny sposób. Beyoncé robiła zabawne, przesadzone miny, kręciła włosami i rozmawiała z publicznością, jak wieloletni kumpel. W przerwach między piosenkami, kiedy opowiadała o swoim życiu, korzystała co prawda z telepromptera, ale często improwizowała, co wychodziło jej na lepsze. [...] Beyoncé nie ustaje, wytrwale kontynuuje, z głosem, który przeskakuje między oktawami i jednocześnie wciąż nabiera mocy, ze słowami, które są równie ważne, co prostolinijne, i z nogami, które traktują powierzchnię sceny jak wroga, który potrzebuje gruntownego tupotu. Nawet w chwilach niepewności, które wciąż jej towarzyszą. Te cechy zwalczają jej wszystkie błędne posunięcia.”

Nekesa Mumbi Moody z ABC News także pozytywnie zrecenzowała rewię, twierdząc, że mimo iż Beyoncé nie miała nic do udowodnienia w tym momencie swojej kariery, „nawet królowe muszą pokazać, co to znaczy być koronowaną głową”. Moody dodała następnie, że seria koncertów „w olśniewający sposób obaliła” wszystkie negatywne opinie krążące wokół 4. Erika Ramirez pisząca dla magazynu Billboard przyznała Beyoncé bardzo pozytywną ocenę, uznając, że Knowles należy do grona nielicznych artystek, które „są w stanie zagrać na takim wysokim poziomie 90-minutowy koncert w szpilkach Stuarta Weitzmana i zostawić publiczność tak usatysfakcjonowaną, że nie potrzebuje już żadnych bisów”. Marcus Barnes z Daily Mail kontynuował serię pochwał wobec Beyoncé, pisząc, że wokalistka „olśniewała, błyszczała i wyglądała fantastycznie”; następnie zgodził się ze słowami Jaya-Z, jakoby Knowles miała być „drugim przyjściem Michaela Jacksona”. Mike Wass z witryny Idolator rozpoczął swoją ocenę koncertów słowami „Beyoncé nigdy nie przestaje zdumiewać.” Kontynuował chwaląc Knowles za podnoszenie poprzeczki dla wystąpień na żywo dzięki swoim nienagannym show: „Zdolność światowej ikony popu do wprowadzania nowych głębokości i tekstury do jakości materiału jest niemalże tak samo imponująca, jak jej niesamowity talent do łączenia się z publicznością na poziomie emocjonalnym.” Wass zakończył recenzję finałem rewii w postaci „I Was Here”, którego ideą była próba odciśnięcia śladu na współczesnym obrazie świata, co Wass skomentował słowami: „Weteran popu może spać spokojnie. Misja została wykonana.”
Brad Wete z magazynu Entertainment Weekly także przyznał 4 Intimate Nights with Beyoncé pozytywną recenzję, pisząc: „Doskonałość Beyoncé jest niezaprzeczalna. Jej wokal wygrywa ze wszystkimi współczesnymi artystami i konkuruje z legendami; podobnie jest w przypadku jej tańca. [...] Nie mogę się doczekać, aby zobaczyć ją w większym obiekcie, gdzie będzie więcej przestrzeni na to, by jej głos mógł swobodnie rosnąć, zespół będzie miał dużo miejsca do gry, a jej fani przestrzeni do tańca.” Dan Aquilante z New York Post obejrzawszy występ Knowles napisał, że album 4 „powinien był zostać oceniony na 10”. Aquilante kontynuował: „Do fragmentów wersji studyjnych, gdzie melodie i dźwięki wydawały się słabe i zwiotczałe, Beyoncé wstrzykiwała wibracje, które sprawiały, że materiał ten stawał niemal na równi z jej największymi przebojami radiowymi.” Yolanda Sangweni pisząca dla magazynu Essence uznała, że „Michael Jackson i Diana Ross byliby bardzo dumni z jej osiągnięć oraz tego, jak się zaprezentowała podczas rewii.
Jocelyn Vena z MTV pochwaliła Beyoncé za „głos, który nie omija ani jednej nuty” oraz „szalone ruchy taneczne”; podkreśliła również zachowanie publiczności, której energia doskonale komponowała się z entuzjazmem, który zawsze towarzyszy Knowles podczas koncertów. Jozen Cummings z The Wall Street Journal opisał rewię jako „najintymniejsze przedsięwzięcie” w dotychczasowej karierze Knowles. Dodał ponadto, że z występu nie sposób wyróżnić jeden wyjątkowy moment, bowiem cały koncert opierał się na relacji między Beyoncé i jej fanami a krytyk muzyczny w tej sytuacji nie jest w stanie wybrać „punktu wieczoru”.
Z drugiej strony, Jody Rosen z Rolling Stone rozpoczęła swoją recenzję słowami, że „koncerty Beyoncé są wielkim, głośnym wydarzeniem, trochę w stylu show prosto z Las Vegas skrzyżowanego z tajfunem. Dlatego słowo 'intymny' nie jest przymiotnikiem, który przychodzi mi w tej sytuacji na myśl.” Jednak następnie skomplementowała Knowles, określając ją mianem „kobiety, która sprawia, że klub zamienia się w koloseum”. Rosen bardzo pochlebnie oceniła ponadto wykonania utworów „1+1”, „Party”, „Love on Top” oraz „Countdown”, wychylając się jedynie w przypadku „I Was Here”, który uznała za „puste ćwiczenie mitologizacyjne”. VH1 negatywnie zrecenzowała wykonania „I Miss You” i „Rather Die Young”, określając je jako „niefortunne przerywniki”, jednak w dalszej części oceny komplementowała rewię: „Nie ma wątpliwości, co do talentu Beyoncé jako wokalistki, jej niezaprzeczalnych umiejętności wokalnych, show(wo)maństwa i uroku, które obecne były w sali przez cały wieczór.”

## Rejestracja materiału
Podczas pierwszego koncertu 4 Intimate Nights with Beyoncé, fotograf Myrna Suarez robiła zdjęcia Knowles, które później wykorzystano w celu promocji kolejnych występów rewii.
19 sierpnia, w trakcie ostatniego show, Beyoncé potwierdziła publiczności, że koncert był filmowany w celu późniejszego wydania go na DVD.

## Lista utworów
1. „I Wanna Be Where You Are”
2. Medley Destiny’s Child:
  1. „No, No, No (Part 1)”
  2. „No, No, No (Part 2)”
  3. „Bug a Boo”
  4. „Bills, Bills, Bills”
  5. „Say My Name”
  6. „Independent Women”
  7. „Bootylicious”
  8. „Survivor”
  9. „’03 Bonnie & Clyde”
3. „Crazy in Love”
4. „Dreamgirls”
5. „Irreplaceable”
6. „Single Ladies (Put a Ring on It)”
7. „1+1”
8. „I Care”
9. „I Miss You”
10. „Best Thing I Never Had”
11. „Party”
12. „Rather Die Young”
13. „Love on Top”
14. „Countdown”
15. „End of Time”
16. „Run the World (Girls)”
17. „I Was Here”

Dodatkowe informacje
- Mimo że rewia miała w założeniu prezentować cały materiał z 4, utwór „Start Over” nigdy nie został wykonany[25].
- „Bug a Boo” został dodany do medleya Destiny’s Child po drugim koncercie rewii, 16 sierpnia[23].